# Tatárszentgyörgy
Tatárszentgyörgy é um município da Hungria, situado no condado de Peste. Tem 55,06 km² de área e sua população em 2015 foi estimada em 1.811 habitantes.